# Мёллер, Феликс
Феликс Мёллер (швед. Felix Möller; род. 4 сентября 2002, Хенштедт-Ульцбург, Шлезвиг-Гольштейн) — шведский гандболист, выступает за гандбольный клуб «Ольборг» и сборную Швеции по гандболу. Чемпион Европы 2022 года. Участник летних Олимпийских игр 2024 года.

## Карьера

### Клубная
Отец Феликса — Питер Мёллер играл в немецкой Бундеслиги за ГК «Любек Швартау» с 1999 по 2003 годы. Старший брат Саймон (2000 г.р.) — гандбольный вратарь по гандболу в «ИК Савехоф».
Мёллер выступал в молодёжной команде «ИК Савехоф» с 2009 года. Дважды становился чемпионом Швеции среди молодежи. В сезоне 2019/20 годов дебютировал в основной команде шведского клуба. Выиграл чемпионат Швеции в сезоне 2020/21 годов, а также Кубок Швеции. В 2024 году вновь праздновал победу в чемпионате Швеции.
В 2024 году Мёллер подписал контракт с датским клубом первого дивизиона «Ольборг».

### Международная карьера в сборной
В составе сборной Швеции Феликс дебютировал 4 ноября 2021 года, в матче против Польши, которую шведы выиграли со счетом 31:24.
На чемпионате Европы 2022 года Мёллер выходил на площадку в пяти матчах, голов не забивал. В финале шведы победила испанцев и стали чемпионами Европы.
В августе 2024 года был включён в состав Швеции на Олимпийский турнир по гандболу. Сборная Швеции уступила в четвертьфинале сборной Дании 31:32, а игроки команды завершили участие в турнире.